# Myrmecia esuriens
Myrmecia esuriens (лат.) (=Myrmecia tasmaniensis) — крупный вид примитивных муравьёв-бульдогов Австралии. Эндемик Тасмании, где его название (англ. Tasmanian Inchman, «Тасманийская дюймовочка») связано с размером тела, равным примерно одному дюйму.

## Распространение
Тасмания (Австралия).

## Описание
Длина рабочих муравьёв составляет 14—18 мм, самок — 22—24, самцов — около 16 мм. Почти всё тело чёрное (голова, грудь, петиоль, постпетиоль, брюшко). Мандибулы, лабрум, усики, ноги (включая бёдра и лапки), постпетиоль — оранжево-красные. Усики состоят из 12 члеников. Мандибулы длинные и прямые с многими зубчиками. Глаза крупные. Внутренний край челюстей с 11 зубцами, из которых третий, пятый, седьмой и девятый крупнее и шире остальных. Резко уменьшается размер зубцов от четвёртого крупного и далее к основанию мандибул.